# Kallur, Aurad
Kallur là một làng thuộc tehsil Aurad, huyện Bidar, bang Karnataka, Ấn Độ.